# كثير للغاية وليس كافيا أبدا (كتاب)
كثير للغاية وليس كافيًا أبدا: كيف قامت عائلتي بخلق أكثر الرجال خطورة في العالم هو كتاب من تأليف ماري ل.ترامب، ابنة أخ الرئيس الأمريكي دونالد ترامب. تم نشر الكتاب في تاريخ 14 يوليو 2020، من قبل شركة سايمون وشوستر. يمنح الكتاب نظرة من منظور داخلي ومطلع فيما يتعلق بدينامية العلاقات في عائلة ترامب (ماري ل.ترامب، مؤلفة الكتاب، هي ابنة أخيه لدونالد ترامب)، كما ويكشف عن تفاصيل تتعلق بصفقات مالية قامت بها العائلة، ويشمل ذلك كيف كانت مؤلفة الكتاب هي المصدر المجهول الذي قام بالكشف عن عائدات ضريبة عائلة ترامب لصحيفة نيويورك تايمز. وقد فاز التقرير بخصوص ذلك بجائزة بوليتزر لعام 2019.
قامت عائلة ترامب بشن دعوة قضائية كمحاولة لمنع نشر الكتاب، ولكن لم ينجحوا حتى بتأخير موعد نشر الكتاب. كما علق البيت الأبيض على الكتاب واصفًا إياه بالمليئ بالأكاذيب، ويغذي مزاعم لا أساس لها. تصدر الكتاب مبيعات موقع أمازون في كندا وأستراليا، وبيعت منه نحو 950 ألف نسخة في اليوم الأول لطرحه بالأسواق الأمريكية.

## خلفية
ماري ل.ترامب، طبيبة نفسية إكلينيكية، هي ابنة فريد ترامب الابن (فريد ترامب الثاني)، وحفيدة فريد ترامب الأب. قامت ماري بتعليم طلاب خرجين مواضيع تتعلق بالصدمة النفسية، وعلم نفس الأمراض، وعلم النفس التنموي. وقد قامت ماري بكتابة أطروحة حول ملاحقة الضحايا، وأجرت بحث يتخصص بإضطراب الفصام، وشاركت بكتابة أجزاء في الكتيب الطبي المعروف تشخيص: فصام (اسم الكتيب باللغة الإنجليزية - Diagnosis: Schizophrenia). توفي والد ماري في عام 1981 عن عمر يناهز 42 عامًا بسبب نوبة قلبية نتيجة إدمانه على الكحول.
بعد وفاة فريد الأب في عام 1999، اعترضت ماري وشقيقها فريد الثالث على وصية فريد الأب في محكمة الإرث والوصايا، مدعية أن فريد الأب كان يعاني من الخرف، وأن الوصية «تم الحصول عليها عن طريق الاحتيال وممارسة تأثير غير ملائم» من قبل أبناء فريد الأب الآخرين، دونالد، ماريان، وروبرت. بعد أسبوع، ألغى دونالد وماريان وروبرت التأمين الطبي الخاص بإبن فريد الثالث، الذي يدعى ويليام، البالغ من العمر 18 شهرًا والمصاب بتشنجات صرع. وقالت ماري في مقابلة مع صحيفة نيويورك ديلي نيوز أن «عمتها وأعمامها يجب أن يخجلوا من أنفسهم. أنا متأكدة من أنهم لا يشعرون بالخجل.»  تمت تسوية الدعوى، مع إعادة تأمين ويليام الصحي. أوضح دونالد في عام 2016 سبب أفعاله هذه، حيث قال: «كنت غاضبًا لأنهم رفعوا دعوى قضائية».
بعد حملة عمها الرئاسية، تواصلت ماري ترامب مع صحيفة نيويورك تايمز، وقدمت لهم العديد من الوثائق المتعلقة بالضرائب الخاصة بعائلة ترامب، وقد قامت بهذه الخطوة كمصدر مجهول. أستخدمت المعلومات المتواجدة في الوثائق هذه في عملية كتابة مقال صحافي الذي تم إصداره في عام 2018، وكان يحوي هذا المقال تفاصيل تتعلق بالإحتيالات والإختلاسات المالية التي قام بها ترامب، وقد حصد هذا المقال جائزة بوليتزر للتقارير التفسيرية حيث تم تقديم الجائزة هذه لديفيد بارستو، وسوزان كريج، وروس بوتنر.
تابع بارستو تواصله مع ماري ترامب وعرض عليها صفقة كتاب من تأليفها، حيث أراد أن يكون كاتب خفي للكتاب. وبالتالي، عرفها لوكيله أندرو ويلي، الذي عرض عليها صفقة تقدر بملايين الدولارات من أجل أن تشارك في كتابة الكتاب. شعر كريج وبوتنر بالغضب عند معرفتهم لحدوث هذه الصفقة، وبالتالي منع محرروا مجلة التايمز بارستو من كتابة هذا الكتاب، وكان السبب من منعهم لذلك هو شعورهم أن بارستو قام بخرق إرشادات مجلة التايمز الأخلاقية. على أي حال،
وفي نهاية المطاف، إنتهى الأمر بماري بأن تقوم بالعمل مع جاي ماندل من شركة إنديفر (اسم الشركة بالإنجليزية: Endeavor)، وباعت الحقوق المتعلقة بنشر كتابها لشركة سايمون وشوستر في مزاد.

## خلاصة الكتاب
يتخذ الكتاب عند قرائته صورة وهيئة سيرة ذاتية متسلسلة زمنيا؛ على الرغم من أن الكتاب يركز على دونالد ترامب وهو الذي يعتبر النقطة المركزية في الكتاب، تمحور الكاتبة إهتمام كبير في الكتاب على أفراد آخرين من عائلة ترامب كطريقة لتسليط الضوء على العلاقات الدينامية فيما بينهم وعلى الصفقات المالية التي قامت بها العائلة. تستمد الكاتبة الخبرة من مهاراتها كطبيبة نفسية إكلينيكية من أجل أن تحاول أن تبين كيفية العلاقات بين أفراد العائلة وكيف تدار الأمور في عائلتها الموسعة بشكل عام، وتقوم الكاتبة بذلك من أجل أن تنشئ خلفية من المعلومات التي من خلالها تريد أن تحلل شخصية دونالد ترامب، ولكنها عمدا تتجنب من القيام بتشخيصات نفسية رسمية.
في القسم الأول من الكتاب: القسوة هي الهدف، تقوم الكاتبة بمنح وصف لجدها فريد ترامب الأب، الأب في العائلة، وتحاول أن توضح كيف سببت معاملته لأولاده تأثير طويل الأمد عليهم. بناءا على معلومات وذكريات من أفراد العائلة، تقوم ماري بتشخيص فريد ترامب الأول على أنه رجل مختل ومعتل إجتماعيا بشكل عالي الأداء والذي كان يسعى من أجل أن يستغل من حوله لمصلحته الشخصية. شاهد دونالد أبيه وهو ينتقد بلذاعة إبنه البكر فريد الابن، أخيه لترامب ووالد الكاتبة، بسبب نواقص معينة التي حسب رأي أبيه يجب أن لا تكون متواجدة في شخصيته، وبالتالي، تأقلمت شخصية ترامب نتيجة لذلك بحيث أن لا يظهر أي علامات تدل على الحزن والضعف واللطافة نحو الآخرين. تقول ماري في الكتاب أن تأثير فريد الأب على إبنه دونالد سبب لدونالد نفسه لأن يكون محدود الشعور لمختلف نطاق أنواع الشعور التي يحس بها الإنسان العادي. تصف الكاتبة جدتها التي تدعى أيضا ماري (أم دونالد ترامب)، على أنها كانت محدودة جسديا وعقليا خلال السنوات التي كونت وصقلت شخصية أبناءها، وكان ذلك بسبب مرض أصيبت به. أفصحت ماري أم دونالد ترامب لاحقا في حياتها أنه سادها الشعور بالراحة والخلاص عندما تم إرسال دونالد ترامب إلى مدرسة الجيش؛ إذ أصبح قبل ذلك دائم العصيان نحو أوامر أمه وعنيفا تجاهها.
في القسم الثاني من الكتاب: الجانب الخطأ للمسارات، تتحدث الكاتبة عن بدايات المسيرة المهنية لدونالد ترامب. وتصف كيف أنه، نظرا أن فريد الأب لم يصل حسب رأيه للشهرة الملائمة لبراعته في عالم الأعمال، لم يكن عنده أي مشكلة بأن يسمح لإبنه دونالد بأن يلعب دور الوجه الإجتماعي لأعماله بينما كان هو نفسه يتكلف بإنجاز وأداء العمل الفعلي لأعماله وذلك عن طريق الإتكاء بدرجة كبيرة جدا على معارفه من الشخصيات السياسية أو معارف أخرى. في هذه الفترة، إرتأى فريد ترامب الابن بأن يهجر أعمال العائلة وأن يسعى لأن يبني مسيرة مهنية كطيار
تجاري، وكان ذلك بعد أن لاحظ فريد الابن بأنه يتم إلقاء اللوم عليه بشكل غير عادل بسبب إنهيار مشاريع بناء كبيرة قامت به العائلة، وكيف أنه يتم تهميشه والحط من قدره عن طريق أخيه دونالد. قامت العائلة بالإستخفاف والحط من قدر المهنة التي إختارها فريد الابن بشكل متواصل، الأمر الذي ساهم لصراعه مع إدمانه على الكحول ولمعانته من مشاكل أخرى، الأمر الذي أدى إلى فشل زواجه وفشله في مهنته في مجال الطيران. في نهاية المطاف، توفي فريد ترامب الابن نتيجة نوبة قلبية في المستشفى بعيدا عن العائلة، حيث كان أهله ينتظرون في البيت وكان دونالد ترامب في صالة عرض الأفلام (سينما).
في القسم الثالث من الكتاب: دخان ومرايا، تصف الكاتبة بتفصيل كيف أنه بعد أن إضمحل تأثير فريد الأب بشكل عام، أصبح دونالد ترامب يعاني فيما يتعلق بكيفية إدارة الأعمال، خصوصا عند عدم توفر معرفة وخبرة أبيه ومعارفه الذي كان دائما يوفرها لدونالد. تصف ماري عمها دونالد ترامب بأنه رجل أعمال غير كفوء والذي كان قادر على إبقاء شكلية وهيئة رجل أعمال ناجح فقط بسبب شركائه في الأعمال الذين لم يرغبوا بهدم هذه الصورة والواجهة المزيفة التي تعكس رجل أعمال ناجح لأنهم إعتقدوا أن سوء سمعة دونالد المشهورة من الممكن أن يستغلوها لمصلحتهم ومنفعتهم الشخصية. وفي مرحلة معينة إضطر دونالد ترامب للمفاوضة مع الدائنون من أجل مصروف شهري قدره 450,000 دولار أمريكي. تركز ماري أيضا على إنقلاب العائلة عليها شخصيا بعد وفاة والدها فريد الابن، وكيف قامت العائلة ضمن ذلك بإلغاء وتوقيف الضمان والتأمين الصحي الخاص بها وبأخيها، الأمر الذي خلق حالة تحوفها المخاطر الكبيرة، تحديدا فيما يتعلق بإبن أخيها الذي كان يعاني من مشاكل صحية. تقرر ماري في هذه المعضلة الوصول إلى تسوية عن طريق السماح للعائلة بشراء حصتها من الشراكة في الأعمال التي تنتمي لشركات ومؤسسات العائلة، إلا أنها إكتشفت فيما بعد أن التسوية هذه إنتهت بشراء لحصتها بمبلغ أقل بكثير من القيمة الملائمة والحقيقة التي تستحقها (قامت العائلة بإخفاء قدر قيمة ثروتها الكلية الحقيقية عند التسوية من أجل دفع مبلغ مالي أقل بكثير من المبلغ الفعلي الذي تستحقه ماري). علمت ماري في نهاية المطاف قدر قيمة ثروة عائلتها الكلية عن طريق المشاركة كمصدر مجهول في تحقيق تابع لصحيفة نيويورك تايمز، وهو تحقيق حائز على جائزة بوليتزر.
في القسم الرابع من الكتاب: أسوأ إستثمار تم عقده على الإطلاق، تتحدث الكاتبة من وجهة نظرها فيما يتعلق بالفترة التي قام بها دونالد ترامب بإدارة حملة رئاسية ناجحة لمنصب رئاسة الولايات المتحدة. تستمد ماري مرة أخرى من عملها وتدريبها كطبيبة نفسية لتدعي أن جدها فريد ترامب الأب قد قام بالتواصل مباشرة مع أصحاب النفوذ الأقوياء، كل هذا لتحفيز أسوأ غرائز دونالد من أجل إستغلال ذلك لمصلحتهم. تصف ماري وتقول، نظرا أن قدرات ترامب النفسية قد تم كبحها بقوة شديدة منذ الصغر ومنعها من التطور بشكل ملائم، لا يزال دونالد ترامب عرضة وسهل الوقوع بسهولة تامة وبشكل خطر للغاية تحت سيطرة وتلاعب وتأثير الآخرين به، بسبب أنهم ذوي قدرة أكبر منه، وذلك سواء على الصعيد المحلي (أي الأشخاص من حوله أو في الولايات المتحدة بشكل عام، مثلا، الأشخاص الذين يعملون معه في مكتب الرئاسة)، أو على الصعيد الأجنبي (أي أن يتم التلاعب به من قبل شخصيات وأطراف أجنبية تتواجد خارج الولايات المتحدة).

## إدعاءات في الكتاب
تفيد التقارير أن الكتاب يصف كيف قامت ماري بتزويد وثائق ضرائبية سرية خاصة بعائلة ترامب لصحيفة نيويورك تايمز، الأمر الذي قاد الصحيفة لتدعي أن ترامب تورط بعمليات تزويرات وإحتيالات، وأفاد تقرير الصحيفة كيف قام دونالد ترامب بتحويل مبلغ مادي قدره 413 مليون دولار أمريكي من أعمال العقارات التابعة لوالده لمساعدته في أعماله الشخصية التي كانت تعاني من الأزمات والإخفاقات في سنوات عقد التسعينات. كما ويوجه الكتاب التهمة نحو دونالد بأنه قام بدفع مبلغ مالي كرشوة لصديقه الذي يدعى جو شابيرو، من أجل أن يقوم صديقه هذا بإنجاز اختبار سات نيابة عنه. تقول ماري في الكتاب أن عمها دونالد ترامب وجدها فريد ترامب الأب قد أهملوا والدها، وأن إهمالهم هذا وتصرفاتهم تجاه والدها ساهم في موته من إدمانه على الكحول، وأن دونالد نفسه قام بوقت لاحق بتجاهل وذم والده، فريد ترامب الأب، والحط من قدره عندما بدأ والده يعاني من مرض آلزهايمر.

### نشر التسجيلات الصوتية
في تاريخ 22/08/2020, قامت ماري بنشر تسجيلات صوتية لمحادثاتها مع ماريان ترامب باري، اخت دونالد ترامب، وهي قاضية فدرالية سابقا التي تم تعيينها لمكاتب قضائية من قبل الرئيس رونالد ريغان والرئيس بيل كلينتون. تصريحات باري في التسجيلات تعزز من صحة العديد من الإدعاءات الموجودة في كتاب ماري.
السبب من وراء تسجيل ماري لهذه المحادثات هو أنها كانت تريد أن تلقط دليل يدل على أن التسوية من أجل ميراثها من والد ترامب (جدها)، كانت مبنية على مبلغ ثروة كلي أقل بكثير من المبلغ الأصلي والذي لم يتم الإعلام عنه خلال التسوية.
في التسجيلات، تعبر ماريان باري عن رعبتها تجاه سياسة دونالد بخصوص الهجرة، حيث يتم تفريق الأطفال عن أهلهم، وتذم وتحط من قدر مساندي وداعمي دونالد ترامب المتدينين على أنهم عديمي الإحساس بالعاطفية والمشاعر، كما وترثي في التسجيلات قساوة دونالد أخيها وشخصيته المزيفة. كشفت التسجيلات أن ماريان باري هي المصدر من وراء إدعاء ماري في الكتاب أن دونالد ترامب قام بدفع مبلغ مالي لصديق له مقابل أن يقوم الصديق هذا بالخضوع لإختبار سات (اختبار للدخول للجامعات) نيابة عنه.

## نشر الكتاب
تم إصدار الكتاب ونشره من قبل سايمون وشوستر في تاريخ 14 يوليو 2020، الإهتمام الكبير حول الكتاب والطلبات بخصوصه، أدت لإطاحته بمذكرات الغرفة التي حدث فيها ذلك من مكانتها، وبالتالي إحتل المرتبة الأولى في المبيعات على موقع أمازون.
في تاريخ 17/7/2020, أعلنت شركة سايمون وشوستر أن مبيعات كتاب كثير للغاية وليس كافيا أبدا، قد وصلت لحوالي 950,000 نسخة في الطلبات المسبقة لموعد النشر الرسمي، ويعتبر هذا رقم قياسي جديد بالنسبة لدار النشر هذه. في أسبوعه الأول، وصلت مبيعات الكتاب لحوالي 1.35 مليون نسخة.
دونالد ترامب، وفقًا لصحيفة ديلي بيست، ناقش إمكانية اتخاذه إجراءات قانونية ضد ماري. أخبرت دونالد موقع أكسيوس الإخباري أن ماري كانت قد وقعت من قبل على اتفاقية عدم إفصاح «قوية للغاية» والتي «تغطي كل شيء»، لذلك وفقًا لدونالد، «لم يكن مسموح لها بكتابة كتاب». رفع روبرت ترامب، شقيق دونالد، دعوى في تاريخ 23 يونيو، محاولًا تأمين أمر قضائي أولي وأمر تقييدي مؤقت لمنع النشر، مستشهداً باتفاقية ماري بعدم الفصح. في جلسة إستماع أقيمت في تاريخ 25 يونيو، رفض القاضي بيتر ج.كيلي من محكمة كوينز كاونتي البديلة في نيويورك القضية بسبب عدم إمكانية الحكم في هذه المسألة.

## نقد الكتاب
نال الكتاب إعجاب النقاد بشكل عام، حيث كان نقدهم ورأيهم إيجابي بشكل عام. قام النقاد بمدح الكاتبة على قدرتها من أن تستمد معلومات من خبرتها كطبيبة نفسية ومن معرفتها الشخصية لتاريخ العائلة، لتقوم بإنجاز كتابة كتاب مميز من بين الكتب التي تفشي كل شيء فيما يختص ويتعلق بدونالد ترامب. قامت جينفير زلاي من صحيفة نيويورك تايمز بمدح الكاتبة على شجاعتها وتصميمها، وتصف الكتاب بأنه «مكتوب من مصدر مؤلم بالنسبة للكاتبة، ومصمم لأن يؤذي أناس آخرين،» إلا أن الكاتبة ماري نفسها لم توافق لاحقا مع القسم الثاني من هذا النقد. (لم توافق أن كتابها كان مصمم عمدا لتسبيب الأذى لأفراد آخرين). قامت صحيفة
لوس أنجلوس تايمز بمقارنة الكتاب مع كتابات أخرى تتعلق برئاسة ترامب، وعلقت الصحيفة أن أسلوب الكاتبة في كتابة الكتاب، والتمحور حول الموضوع الرئيسي في عملها، يسوده حس التقمص الوجداني؛ الأمر الذي يضفي صفة مميزة في كتابها. وافقت مجلة ذا أتلانتيك مع ملاحظة ووصف الكاتبة أن دونالد ترامب سمح لتأثير دينامية العلاقات غير الصحية والسامة بين أفراد عائلته، من أن تنتقل من أجواء عائلته للساحة السياسية والوطنية. الصحافي دايفد آرونفيتش من صحيفة ذا تايمز، لاحظ أن جزء كبير من الكتاب هو بمثابة سيرة ذاتية عن فريد ترامب الأب، ويلاحظ دايفد أيضا، أنه عن طريق صقل فريد لكيان إبنه دونالد ترامب بشكل تام وكلي، قد سمح لحضور وتواجد فريد من أن يلوح بطرق معينة في تاريخ السياسة الحديث (بالمفهوم المجازي). كريس تايلر من موقع ماشابل كان أكثر إنتقاديا، حيث لاحظ أن الكاتبة تدعي بالكتاب إدعاءات كبيرة للغاية وتقوم بنفس الوقت، بمناقدة نفسها أحيانا.

## روابط خارجية
- "Too Much and Never Enough". Simonandschuster.com. مؤرشف من الأصل في 2020-06-24.